# Johan August Hedlund
Johan August Hedlund, född 18 december 1857 i Västra Tollstads socken, Östergötlands län, död 1 maj 1936 i Linköping, var en svensk läkare. 
Hedlund blev student vid Uppsala universitet 1880, medicine kandidat 1885 och medicine licentiat vid Karolinska institutet i Stockholm 1888. Han var andre läkare vid Kronprinsessan Lovisas vårdanstalt för sjuka barn i Stockholm 1888–1890, lasaretts- och stadsläkare i Haparanda stad 1891–1896, läkare vid Haparanda lägre allmänna läroverk 1895–1896 och lasarettsläkare i Kristianstad 1896–1923 och efter pensioneringen bosatt i Mjölby. 
Hedlund företog utrikes studieresor så gott som årligen  under tiden 1896–1923, därav med statsstipendium 1896 och 1911 samt tre krigskirurgiska resor till Tyskland 1914–1916. Han var medlem av Deutsche Gesellschaft für Chirurgie, ordförande i Kristianstads läkareförening och verksam som medicinsk författare. Han tillhörde stadsfullmäktige i Haparanda och Kristianstads stad och var ledamot av fattigvårdsstyrelsen och byggnadsnämnden i Kristianstad.
J.A. Hedlunds väg i Kristianstad är uppkallad efter honom.